# Marchese di Zetland

Stemma dei marchesi di Zetland.

Marchese di Zetland è un titolo nella parìa del Regno Unito. È stato creato il 22 agosto 1892 per l'ex Lord luogotenente d'Irlanda, Lawrence Dundas, III conte di Zetland. La famiglia Dundas discende dal ricco uomo d'affari scozzese e membro del Parlamento Lawrence Dundas. Nel 1762 è stato creato baronetto di Kerse, nella contea di Linlithgow. Gli succedette il figlio, il secondo Baronetto, che rappresentò Richmond e Stirling nella Camera dei Comuni e servì anche come Lord luogotenente delle Orcadi e Shetland. Nel 1794 fu creato barone Dundas, di Aske, Yorkshire nella parìa della Gran Bretagna. Lord Dundas acquistò il diritto sulla contea di Orkney e la signoria di Zetland da James Douglas, XIV conte di Morton.
Suo figlio, il secondo Barone, fu membro del Parlamento per Richmond e Lord luogotenente delle Orcadi e Shetland. Nel 1838 fu creato conte di Zetland nella parìa del Regno Unito. Gli succedette il figlio maggiore, il secondo conte, che rappresentò Richmond e York in Parlamento ed è stato Lord luogotenente del North Riding of Yorkshire. Alla sua morte il titolo passò a suo nipote, il terzo conte. In un primo momento era un liberale, ma in seguito aderì al partito conservatore e fu (1889-1892) Lord luogotenente d'Irlanda. In seguito fu nominato conte di Ronaldshay, nella contea di Orkney, e marchese di Zetland. Gli succedette il figlio, il secondo marchese, un uomo politico di primo piano che servì come governatore del Bengala e come Segretario di Stato per l'India. A partire dal 2010 i titoli sono detenuti da suo nipote, il quarto marchese, succeduto al padre nel 1989.
La residenza ufficiale è Aske Hall, Richmond, Yorkshire del nord.

## Baronetti di Kerse (1762)
- Sir Lawrence Dundas, I baronetto (1710-1781)
- Sir Thomas Dundas, II baronetto (1741-1820) (creato barone Dundas nel 1794)

## Baroni Dundas (1794)
- Thomas Dundas, I barone Dundas (1741-1820)
- Lawrence Dundas, II barone Dundas (1766-1839) (creato conte di Zetland nel 1838)

## Conti di Zetland (1838)
- Lawrence Dundas, I conte di Zetland (1766-1839)
- Thomas Dundas, II conte di Zetland (1795-1873)
- Lawrence Dundas, III conte di Zetland (1844-1929) (creato marchese di Zetland nel 1892)

## Marchesi di Zetland (1892)
- Lawrence Dundas, I marchese di Zetland (1844-1929)
- Lawrence Dundas, II marchese di Zetland (1876-1961)
- Lawrence Dundas, III marchese di Zetland (1908-1989)
- Mark Dundas, IV marchese di Zetland (1937)

L'erede è il figlio maggiore del titolare attuale, Robin Lawrence Dundas, conte di Ronaldshay (1965).